# ジョアサン・サランジェ
ジョアサン・サランジェ（Joachim Salinger、1978年4月1日 - ）は、フランスの俳優。

## 出演作品
- キングス＆クイーン（ピエール・コトレル）
- 素敵な歌と舟はゆく（物乞いの青年）